# 加藤昌則
加藤 昌則（かとう まさのり、1972年（昭和47年） - ）は日本の作曲家、編曲家、ピアニスト、ラジオパーソナリティ、著作家、プロデューサー。

## 経歴
神奈川県出身。3歳から横浜市栄区で育つ。横浜市立南高等学校卒業。1995年（平成7年）東京藝術大学音楽学部作曲科首席卒業、同大学大学院修了。
在学中より自作自演による活動を始める。大学院1年のとき初の個展を開催。その後イギリス、ウィーン、パリと長期間ヨーロッパに滞在し、イタリアのシチリア島で自作品によるコンサートが開かれた。2001年（平成13年）の浜離宮朝日ホールなどの国内の個展においても自作自演を行う。2003年（平成15年）3月には全自作自演によりウイーン楽友協会ホールのデビューを果たす。
作品はオペラ、管弦楽、声楽、合唱曲など幅広く、編曲家としても活動している。村治佳織、山形由美、福田進一、藤木大地、福川伸陽、三浦友理枝、奥村愛、遠藤真理など多くのソリストに楽曲提供をしており、共演ピアニストを多く務めている。特に藝大の同期であった宮本益光とは「盟友」として、2006年（平成18年）から2020年（令和2年）12月現在まで王子ホールでの「銀座ぶらっとコンサート」の「宮本益光の王子な午後」シリーズを27回開催している。その中では2014年（平成26年）2月の『二本の木』というNHKで番組化された夫婦のがん発症から最期までを綴った日記を連作歌曲として作曲・演奏した企画もあった。
2005年には須川展也からの委嘱により『スロヴァキアン・ラプソディ－サクソフォンとオーケストラのための－』を作曲、スロヴァキア・フィルハーモニー管弦楽団の東京公演（サントリーホール大ホール）で初演され、その後、須川展也のアルバムにも収録（指揮：金聖響、東京交響楽団）。また2009年（平成21年）ブラティスラヴァにても演奏されている。
独自の視点、切り口で企画する公演や講座などのプロデューサーとしても全国各地で活動している。
2019年（令和元年）4月 長野市芸術館レジデント・プロデューサーに就任。日本声楽家協会会員。平塚市在住。

## 作曲作品（未出版で主要なもの）
※全作品については公式サイト（外部リンク）を参照のこと

### オペラ
- 2006年 オペラ『ヤマタノオロチ』[4]
- 2012年 福島復興・復活オペラプロジェクト作品『白虎』[4]

### 管弦楽曲
- 2005年『スロヴァキアン・ラプソディ－サクソフォンとオーケストラのための－』須川展也からの委嘱 スロヴァキア・フィルハーモニー管弦楽団の東京公演での新作初演（サックスソロ：須川展也）[7]
- 2006年『刻の里標石（ときのマイルストーン）』神奈川フィルハーモニー管弦楽団定期演奏会での委嘱作品[4] 2008年 東京オペラシティコンサートホール開館10周年記念公演にて再演[7]
- 2013年『Legends in the Sky』[7]
- 2018年『Sixteenth Montage』セントラル愛知交響楽団委嘱作品[7]

### 歌曲
- 2014年 連作歌曲『二本の木』[4]（王子ホール委嘱作品）[7]

### 合唱曲
- 2013年男声合唱のための合唱詩『ふなたび』（作詞：宮本益光）慶應義塾ワグネル・ソサィエティー男声合唱団第138回定期演奏会での委嘱作品（指揮： 佐藤正浩 ピアノ：前田勝則）[13]

## 主な編曲作品
- NHK2020応援ソング『パプリカ』合唱編曲[7]
- 第92回NHKコンクール中学生の部課題曲『空』合唱編曲

## 出版作品
- 加藤昌則ピアノ作品集 2002年10月16日 アートユニオン ISBN 978-4901209052
- 同声合唱組曲 あしたのうた 作詞：宮本益光 作曲：加藤昌則 2009年3月24日 音楽之友社 ISBN 978-4276583344
- ヴァイオリンとピアノのための ブリージングエアー 2010年10月14日 全音楽譜出版社 ISBN 978-4113140167
- 同声女声合唱とピアノのための 歌いたがりの歌の歌 作詞：宮本益光 作曲：加藤昌則 2011年3月9日 音楽之友社 ISBN 978-4276583368
- 第78回（2011年度）NHK全国学校音楽コンクール課題曲 中学校 女声三部合唱 証（あかし） 作詞：山村隆太 作曲：阪井一生 編曲：加藤昌則 2011年3月24日 NHK出版 ISBN 978-4140553039
- 第78回（2011年度）NHK全国学校音楽コンクール課題曲 中学校 混声三部合唱 証（あかし） 作詞：山村隆太 作曲：阪井一生 編曲：加藤昌則 2011年3月24日 NHK出版 ISBN 978-4140553022
- 女声合唱組曲 花流し  作詞：宮本益光 作曲：加藤昌則 2013年5月21日 音楽之友社 ISBN 978-4276552593
- 全音ピアノピース No.536 唱歌による演奏会用メドレー ファンタシーズンズ（全音ピアノピース 536）2014年2月15日 全音楽譜出版社 ISBN 978-4119115367
- 同声（女声）合唱とピアノのための 前へ 詩：大木実 作曲：加藤昌則 2014年8月11日 全音楽譜出版社 ISBN 978-4117192254
- 第82回（2015年度）NHK全国学校音楽コンクール課題曲[4] 小学校同声二部合唱 地球をつつむ歌声[7] 作詞：日野原重明 2015年2月19日 NHK出版 ISBN 978-4140553411

- 混声合唱 ハルモニアアンサンブル アカペラコレクション クリスマスソングス Vol.1 上田真樹 加藤昌則 2015年12月14日 全音楽譜出版社 ISBN 978-4117372717
- 同声合唱とピアノのための わたしの中にも 詩：新川和江 作曲：加藤昌則 全音楽譜出版社 2016年4月14日 ISBN 978-4117193466
- 混声合唱 ハルモニアアンサンブル アカペラコレクション クリスマスソングス Vol.2 上田真樹 加藤昌則 挟間美帆 松永ちづる 森田花央里  2016年11月14日 全音楽譜出版社 ISBN 978-4117372724
- 須川展也サクソフォン=コレクション 加藤昌則 ソナタルシーダ アルトサクソフォンとピアノのための 2016/11/14 全音楽譜出版社 ISBN 978-4115600270
- アンホルニズム ホルンとピアノのための 2017年3月14日 全音楽譜出版社 ISBN 978-4115800229
- フロフレイマ 独奏ヴィブラフォンのための 2017年3月14日 全音楽譜出版社 ISBN 978-4115502550

- 弦楽四重奏のための ゲンロック 2019年2月15日 全音楽譜出版社 ISBN 978-4115902299
- チェロとピアノのための 夜のソナタ 2019年2月15日 全音楽譜出版社 ISBN 978-4113382093
- ヴァイオリンとピアノのための 未在の庭 2019年2月15日 全音楽譜出版社 ISBN 978-4113382086
- 第86回（2019年度）NHK全国学校音楽コンクール課題曲 中学校 女声三部合唱 君の隣にいたいから 作詞・作曲：宮崎朝子（SHISHAMO） 編曲：加藤昌則 2019年3月8日 NHK出版 ISBN 978-4140553886
- 第86回（2019年度）NHK全国学校音楽コンクール課題曲 中学校 混声三部合唱 君の隣にいたいから 作詞・作曲：宮崎朝子（SHISHAMO） 編曲：加藤昌則 2019年3月8日 NHK出版 ISBN 978-4140553879
- ピアノと歌う 世界の歌曲－歌の翼に－ 【ピアノ伴奏CD付】 監修：宮本益光 一部編曲：加藤昌則 2019年3月17日 ヤマハミュージックメディア ISBN 978-4636950229
- 須川展也サクソフォン=コレクション 加藤昌則 オリエンタル ソプラノサクソフォン、アルトサクソフォンとピアノのための 2019年6月20日 全音楽譜出版社 ISBN 978-4115600195
- 須川展也サクソフォン=コレクション 加藤昌則 スロヴァキアンラプソディ アルトサクソフォンとオーケストラのための [ピアノリダクション] 2019年10月8日 全音楽譜出版社 ISBN 978-4115600232
- 女声合唱のための NHKみんなのうた 赤鬼と青鬼のタンゴ 上田真樹 加藤昌則 2020年2月15日 全音楽譜出版社 ISBN 978-4117374032
- 混声合唱のための NHKみんなのうた 赤鬼と青鬼のタンゴ 上田真樹 加藤昌則 2020年2月15日 全音楽譜出版社 ISBN 978-4117374087
- ヴァイオリンとピアノのための 燻る煙と共に 運指：奥村愛 2020年11月15日 全音楽譜出版社 ISBN 978-4113382123
- コントラバス・ソロのための 乱舞 2020年11月15日 全音楽譜出版社 ISBN 978-4113382116

- ケルト・スピリット ギターとクラリネットのための 2021年1月15日 全音楽譜出版社 ISBN 978-4112386092
- ケルト・スピリット ギターとヴァイオリンのための 2021年1月15日 全音楽譜出版社 ISBN 978-4112386061
- ケルト・スピリット ギターとオーボエのための 2021年1月15日 全音楽譜出版社 ISBN 978-4112386085
- ケルト・スピリット ギターとチェロのための 2021年1月15日 全音楽譜出版社 ISBN 978-4112386078

## ディスコグラフィー
- CD SOLO/加藤昌則：自作自演集 2001年4月25日 アート・ユニオン（デビューCD）
- CD 歌曲『あしたのうた』バリトン：宮本益光 作曲・ピアノ：加藤昌則 2007年3月25日 ナミ・レコード
- CD 千の風になって バリトン：宮本益光 ピアノ：加藤昌則 2007年8月14日 ユニバーサル ミュージック クラシック
- CD 蘭ing ヴァイオリン：松本蘭 一部作曲・編曲：加藤昌則 2009年8月26日 WARNER MUSIC JAPAN
- CD フィギュア・スケート ミュージック・セレクション2010 作曲：ニーノ・ロータ 編曲：加藤昌則 ヴァイオリン：松本蘭『道』2009年11月25日 WARNER MUSIC JAPAN
- CD ラヴェンダーの咲く庭で ヴァイオリン：奥村愛 ピアノ：加藤昌則 2010年11月3日 エイベックス・クラシックス
- CD Anthology フルート：山形由美 ピアノ：加藤昌則 ヴァイオリン：古澤巌 ギター：荘村清志 2011年2月14日 コンサートイマジン
- CD 第78回（2011年度）NHK全国学校音楽コンクール課題曲 証（あかし） 作詞：山村隆太 作曲：阪井一生 編曲：加藤昌則 2011年4月21日 フォンテック
- CD アリア サクソフォン：須川展也 一部編曲：加藤昌則 2012年9月21日 エイベックス・クラシックス
- CD 第二楽章 オリジナル･サウンドトラック 作曲：渡辺俊幸 ヴァイオリン：奥村愛 ピアノ：加藤昌則 東京フィルハーモニー交響楽団 2013年5月22日 エイベックス・クラシックス
- CD 我が懐かしのブエノスアイレス ギター：福田進一 ヴァイオリン：川田知子 編曲：加藤昌則 2013年10月25日 マイスター・ミュージック
- CD オペラ『白虎』（作曲: 加藤昌則／脚本: 宮本益光）福島 復興・復活オペラプロジェクト 佐藤正浩：指揮、オペラ白虎特別編成オーケストラ、経種廉彦 高橋啓三 黒田博 腰越満美 2014年1月31日 ALTUS
- CD Blue Rondo サクソフォン：須川展也 一部作曲：加藤昌則 2015年9月30日 Imagine Best Collection
- CD 暁のラプソード ヴァイオリン・作曲：宮崎陽江 ピアノ：加藤昌則 2016年10月21日 オクタヴィアレコード
- CD 死んだ男の残したものは カウンターテナー：藤木大地 一部作曲・編曲・ピアノ：加藤昌則 2017年4月7日 King International
- CD 幸田浩子 マイ・ベスト・セレクション 一部編曲：加藤昌則 2017年5月24日 DENON

- CD PIANO COLOURS ピアノ・一部編曲：加藤昌則 2017年10月4日 エイベックス・クラシックス
- CD 第86回（2019年度）NHK全国学校音楽コンクール課題曲 君の隣にいたいから 作詞・作曲：宮崎朝子（SHISHAMO） 編曲：加藤昌則 2019年4月17日 フォンテック
- CD もしも歌がなかったら ピアノ：髙田恵子 一部作曲・編曲：加藤昌則 2019年8月21日 オクタヴィアレコード

- CD ケルト・スピリッツ オーボエ：広田智之 ギター：大萩康司 一部作曲：加藤昌則 2019年11月20日 オクタヴィアレコード
- Hybrid SACD Percussion Pieces 1 `...from JAPAN' パーカッション：窪田健志 一部作曲：加藤昌則 2020年6月24日 オクタヴィアレコード
- CD プリエール －モルダウ ハープ：山宮るり子 一部作曲：加藤昌則 2020年8月26日 オクタヴィアレコード
- Hybrid SACD 軒下ランプ ユーフォニアム：佐藤采香 ピアノ：清水初海 標題曲作曲：加藤昌則 2021年1月22日 MClassics

## 関連図書・DVD
- 二本の木 夫婦がん日記 2010/5/25 NHK出版 ISBN 978-4140814239
- DVD 二本の木 －がんで逝った夫婦 815日の記録－ 出演：片岡仁左衛門、竹下景子 2010/7/23 NHKエンタープライズ

## 企画・構成・演奏・プロデュース等
- 2007年から王子ホール「銀座ぶらっとコンサート Caféシリーズ」（企画・ピアノ）[4][7]
- 2013年 - 2014年 横浜市栄区民文化センターリリス「リリス音楽大学クラシック学部」[2]
- 2019年 東京・春・音楽祭 「ベンジャミン・ブリテンの世界3」（企画・構成）[7][14]
- 「日生劇場ファミリーフェスティヴァル」（作編曲・構成）[7]
- HAKUJU HALL「中嶋朋子が誘う 音楽劇紀行」（音楽監督・ピアノ）[5]
- 2016年 渋谷リビングルームカフェ「サンデー・ブランチ・クラシック」[10]
- 2016年 三井住友銀行東館ライジング･スクエア1階 アース･ガーデン「クリスマス・コンサート」[15]
- 2017年 ひこね市文化プラザ ひこね市民大学特別講座「作曲家・加藤昌則のクラシックギモン解明！入門講座 スペシャルゲスト：ヴァイオリン・奥村愛」[16]

- 2017年 神奈川県民ホール「加藤昌則先生とたのしむ音楽たいけんワンダーランド」[17]
- 2018年 大和市芸術文化ホール「加藤昌則の知って楽しい！聴いて楽しい！クラシック音楽入門」[18]
- 2018年 相模女子大学グリーンホール「加藤昌則&吉澤 実デュオ・コンサート－リコーダー・ワールドへ、ようこそ！」[19]
- 2018年 第13回 仙台クラシックフェスティバル[20]
- 2018年 二宮ラディアンホール「加藤昌則クリスマスコンサート」[11]
- 2018年、2019年の富山市「音楽入門講座」[21]
- 2018年10月から長野市芸術館にて「加藤昌則のぶっとび！クラシック」（レクチャー講座）ナビゲーター[5]（2021年1月現在も継続中[22]）
- 2019年4月 長野市芸術館レジデント・プロデューサーに就任
- 2019年 豊中市立文化芸術センター「作曲家・加藤昌則のここから始まるクラシック！2019番外編コンサート キラキラくらしっく！」[23]
- 2019年 かつしかシンフォニーヒルズ「作曲家・加藤昌則のアカデミック・クラシック」[24]
- 2019年 東大和市民会館ハミングホール「クラシックギモン解明！入門講座」[25]
- 2019年 八ヶ岳高原ロッジ・八ヶ岳高原音楽堂「加藤昌則 featuring サラ・オレイン アコースティック・コンサート」[26]
- 2020年 - 2021年 四日市市文化会館「全3回シリーズ『クラシック音楽の変革者と実像』」[27]
- 2020年 アイザック小杉文化ホール（射水市）「とやまの音楽家とともに創るベートーヴェン・セレブレーション」[28]
- 2021年1月、2月 豊田市コンサートホール「知りたい！大人のためのクラシック講座♪」開催予定[29]
- 2021年2月 塩尻市レザンホール「作曲家・ピアニスト加藤正則プロデュースvol.7『あっ！という間の音楽史』」開催予定[30]

## 執筆活動
- 2017年8月より『月刊ショパン』において「加藤昌則の“作曲・作品大解剖”」連載中[5][27]

## 主な受賞歴
- 2012年 第11回佐川吉男音楽賞 福島復興・復活オペラプロジェクト作品『白虎』[4]

## 放送出演
- 1999年4月12日 NHK-FM FMリサイタル（自作自演）以来NHK出演記録多数[31]
- 2016年4月よりNHK-FM『鍵盤のつばさ』番組パーソナリティ[4] 2021年1月現在継続中[32]
- 2018年5月13日 TBSラジオ 『ラジオシアター文学の扉』ロマン・ロラン『ベートーヴェンの生涯』（前篇）朗読：中嶋朋子
- 2018年5月20日 TBSラジオ 『ラジオシアター文学の扉』ロマン・ロラン『ベートーヴェンの生涯』（後篇）朗読：中嶋朋子